# Solanum elaeagnifolium
Solanum elaeagnifolium je višegodišnja zeljasta biljka koja pripada porodici pomoćnica (lat. Solanaceae).

## Opis
Poseduje uspravnu i drvenastu stabljiku koja može narasti od 30 cm pa do 1 m. Slabo je razgranata i prekrivena je zvezdastim dlakama. Cela biljka je prekrivena i sitnim, retkim crvenkastim bodljama. Korenov sistem je vrlo snažan, tako da prodire i do 2 m u dubinu, tako da je biljka veoma otporna na sušu. Listovi su linearni i prekriveni gustim dlakama, dužine od 4 cm do 16 cm i širine od 1 cm do 4 cm. Cvet se sastoji od zvonaste čašice i krunice. Krunicu se sastoji iz 5 latica, koje fromiraju ,, zvezdu “ ljubičaste boje. Prašnika ima 5 i su veoma uočljivi, jer su poprilično dugi i žute boje. Cveta od juna do septembra. Plod je žuto do narandžasta bobica, koja nije jestiva.

## Stanište i rasprostranjenost
Poreklo vodi iz Severne i Južne Amerike. U Evropu je slučajno uneta sa semenima poljoprivrednih kultura. Rasprostranjena je na osunčanim, suvim zemljištima sa pH oko 6, 8 – 7, 2.

## Upotreba
Pima Indijanci su koristili plod biljke za pravljenje sirupa, koji je služio za lečenje bola u grlu i zubobolje. Koren biljke pripremljen na poseban način se stavlja na mesto ujeda od zvečarke.

## Zanimljivosti
Plodovi ove biljke podsećaju na plodove rajčice, ali su otrovni, kao i cela biljka. 
Guste dlake koje prekrivaju listove daju im srebrni izgled, tako da se ova biljka u nekim krajevima Srbije naziva srebrnolisna pomoćnica.